# August Mayer (Verwaltungsbeamter)
Georg August Ludwig Meyer (* 21. März 1832 in Schnaitheim; † nach 1894) war ein württembergischer Oberamtmann.

## Leben
Meyer, Sohn eines Lehrers und evangelischer Konfession, studierte nach einer Schreiberausbildung Rechtswissenschaft in Tübingen.
Er war von 1859 bis 1863 Aktuar beim Oberamt Leutkirch und danach von 1863 bis 1869 beim Oberamt Ellwangen. Von 1869 bis 1871 war er beim Oberamt Ulm zunächst als Sekretär und ab 1870 als Oberamtsverweser tätig. Von 1871 bis 1887 leitete er als Oberamtmann das Oberamt Waldsee. Anschließend war er bis 1894 Kollegialrat und Regierungsrat bei der Regierung des Schwarzwaldkreises in Reutlingen.

## Ehrungen
- 1880 Friedrichs-Orden, Ritterkreuz 1. Klasse
- Zwischen 1889 und 1892 Karl-Olga-Medaille
- 1893 Orden der Württembergischen Krone, Ritterkreuz